# Певезин
Певезин (нем. Päwesin) — община в Германии, в земле Бранденбург.
Входит в состав района Потсдам-Миттельмарк. Подчиняется управлению Бецзее. Население составляет 562 человека (на 31 декабря 2010 года). Занимает площадь 23,56 км².
Коммуна подразделяется на 3 сельских округа.
| Год  | Население |
| ---- | --------- |
| 2005 | 579       |
| 2010 | 581       |

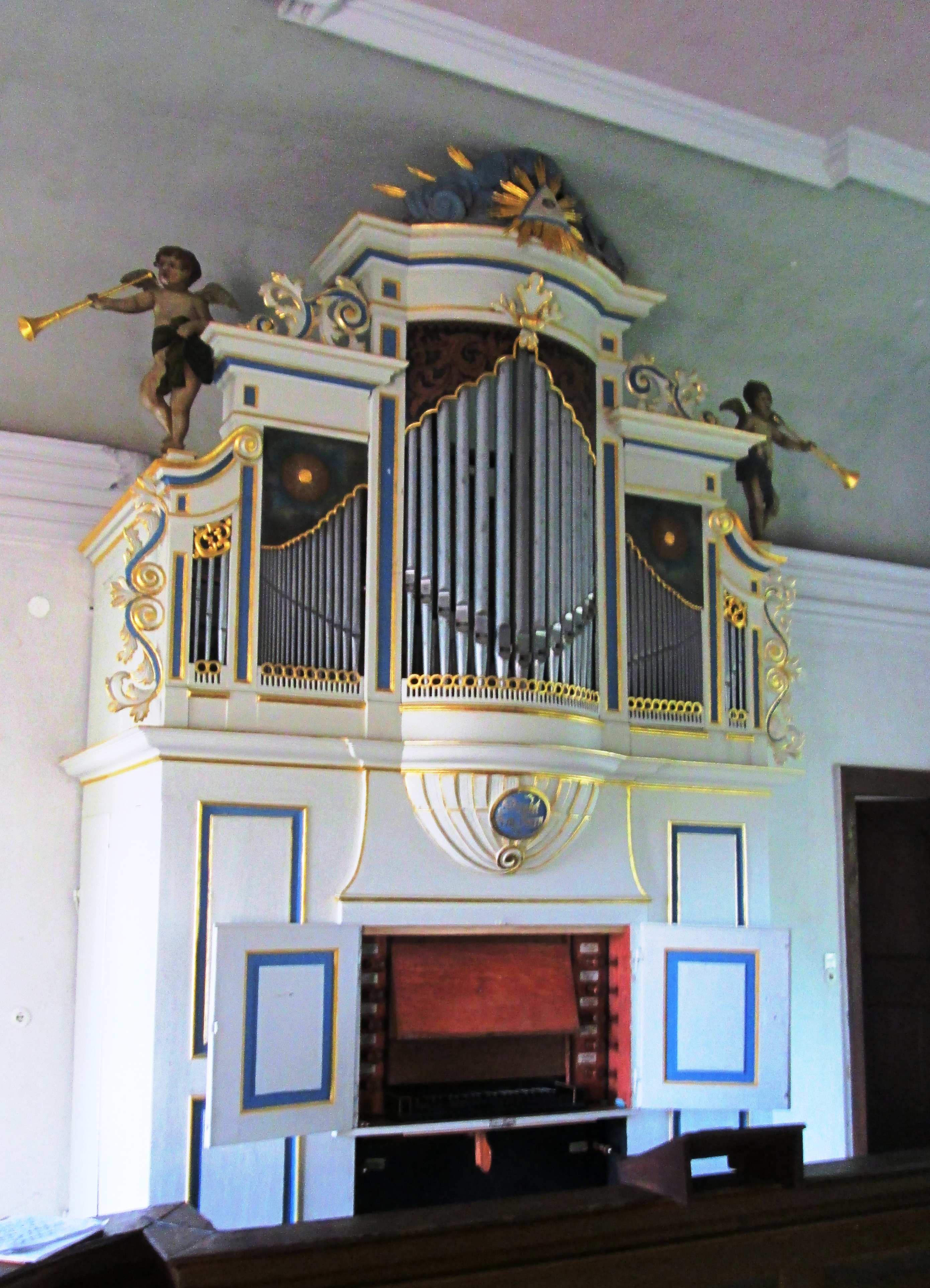
Turley-Orgel von 1813 in der Dorfkirche Päwesin
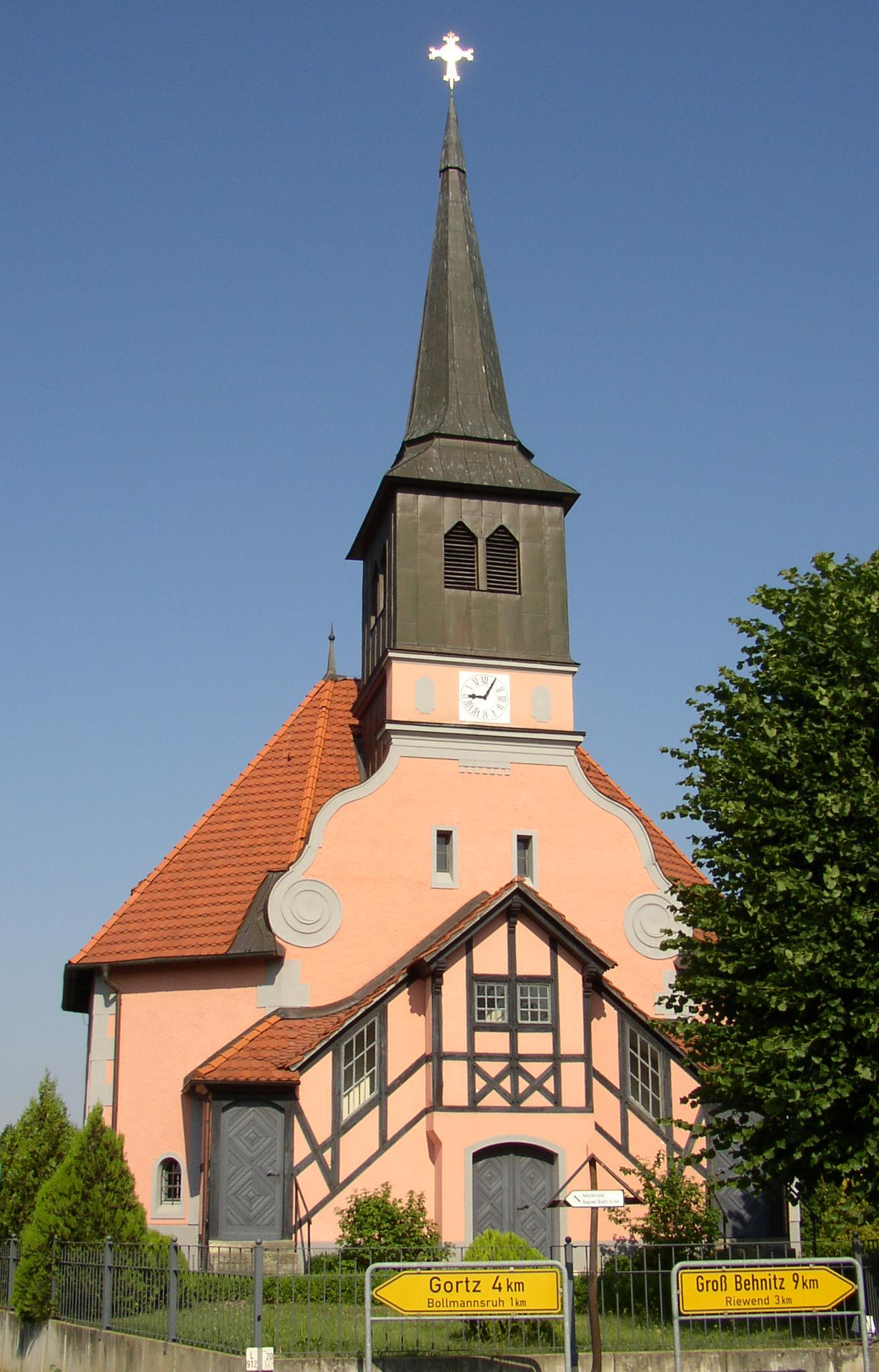
Jugendstilkirche in Bagow
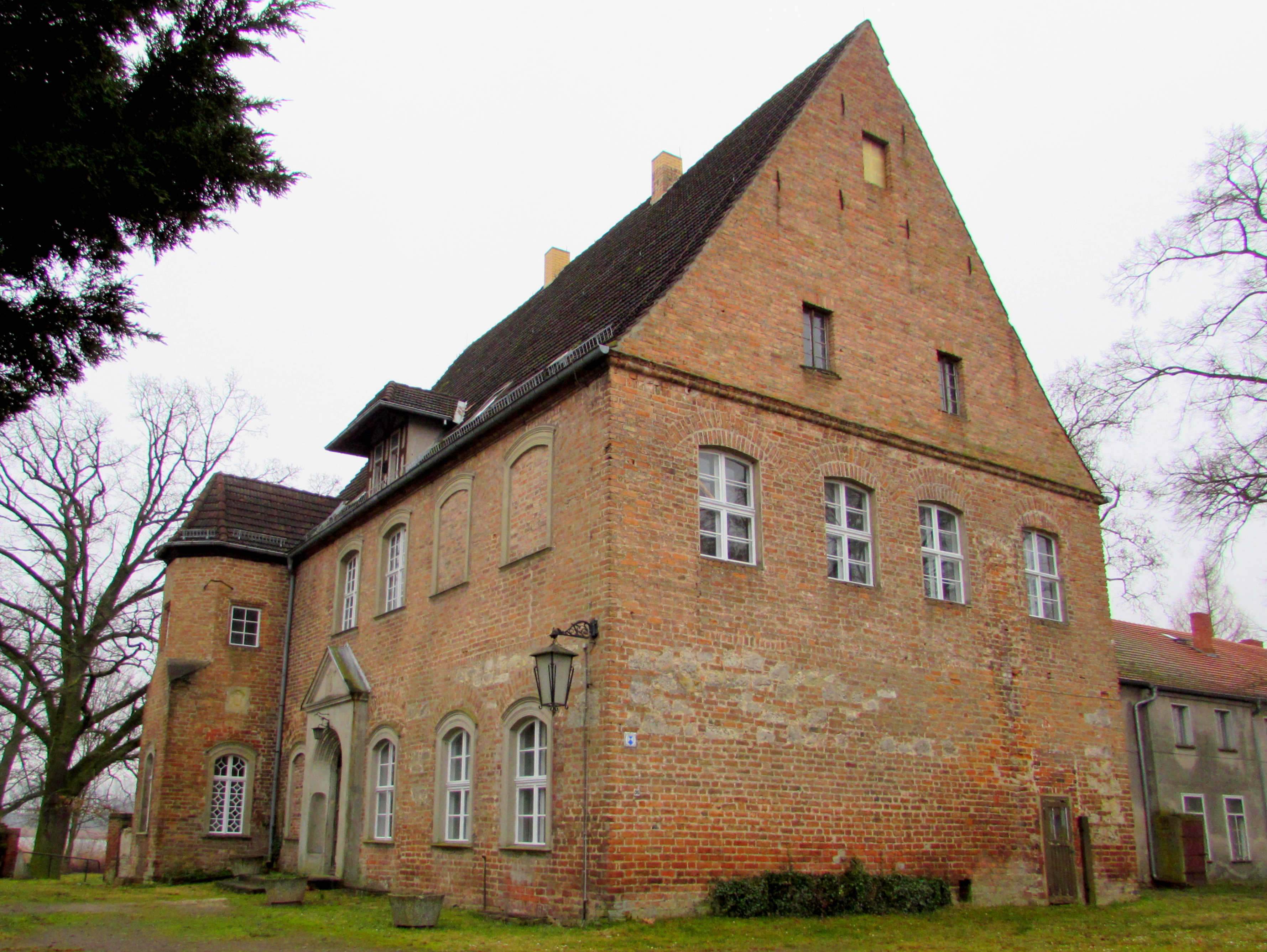
Gutshaus Bagow der Familie von Ribbeck
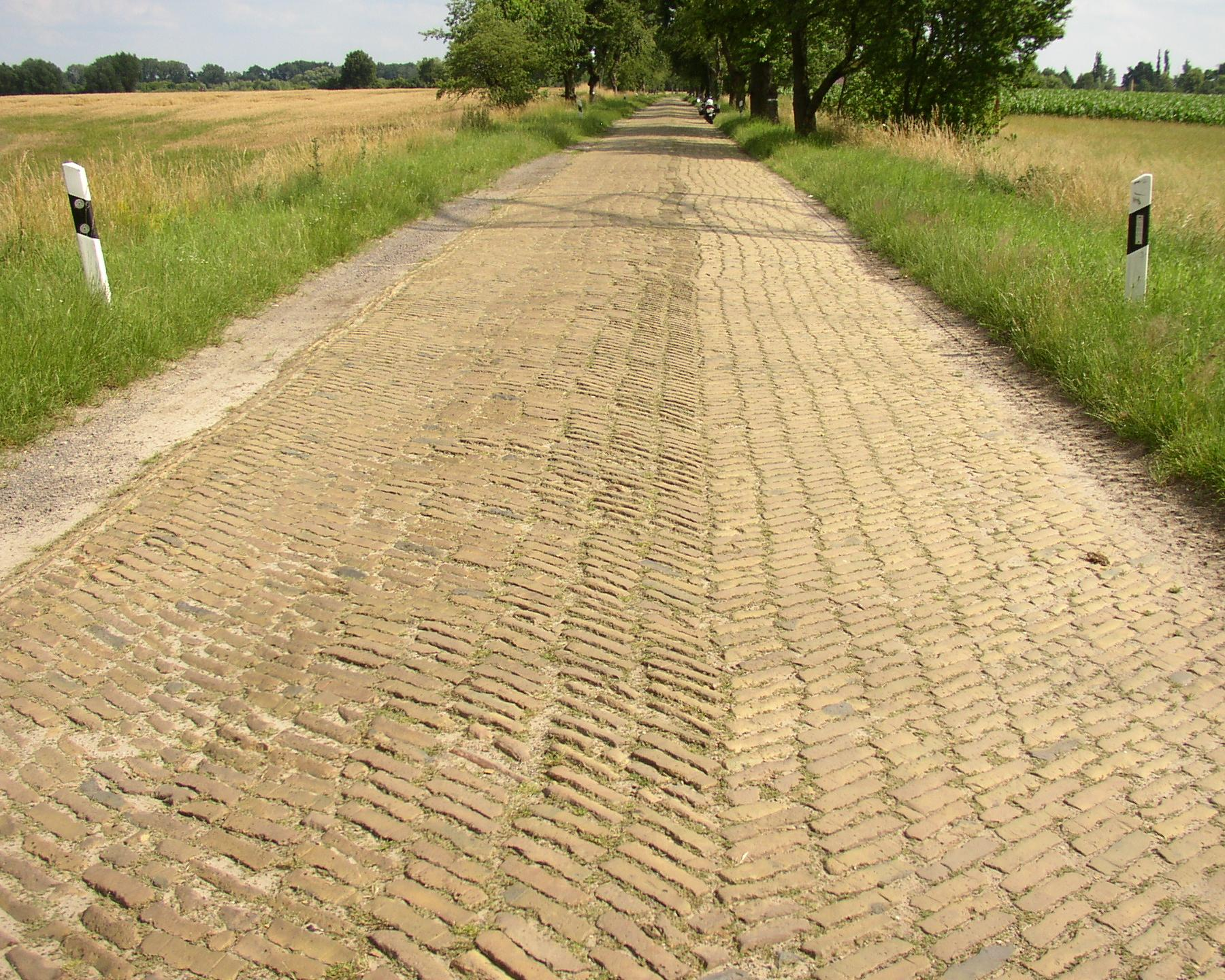
Ziegelstraße zwischen Klein Behnitz und Riewend